# Bahnhof Tampere
Über den Bahnhof Tampere (finn. Tampereen rautatieasema, schwed. Tammerfors järnvägsstation) ist die Stadt Tampere an das finnische Eisenbahnnetz, das von der staatlichen VR-Yhtymä betrieben wird, angebunden.
Tampere erhielt erstmals 1876 Anschluss an die Strecke von Turku über Tampere nach Hämeenlinna. Das damalige hölzerne Empfangsgebäude war dem wachsenden Fahrgastaufkommen schnell nicht mehr gewachsen und wurde 1936 durch einen Neubau ersetzt. Markant ist sein 36 Meter hoher Uhrturm.
Es bestehen Verbindungen in die Hauptstadt Helsinki, nach Turku, Jyväskylä, Oulu, Pori und Haapamäki.